# ANF 1′C t SE

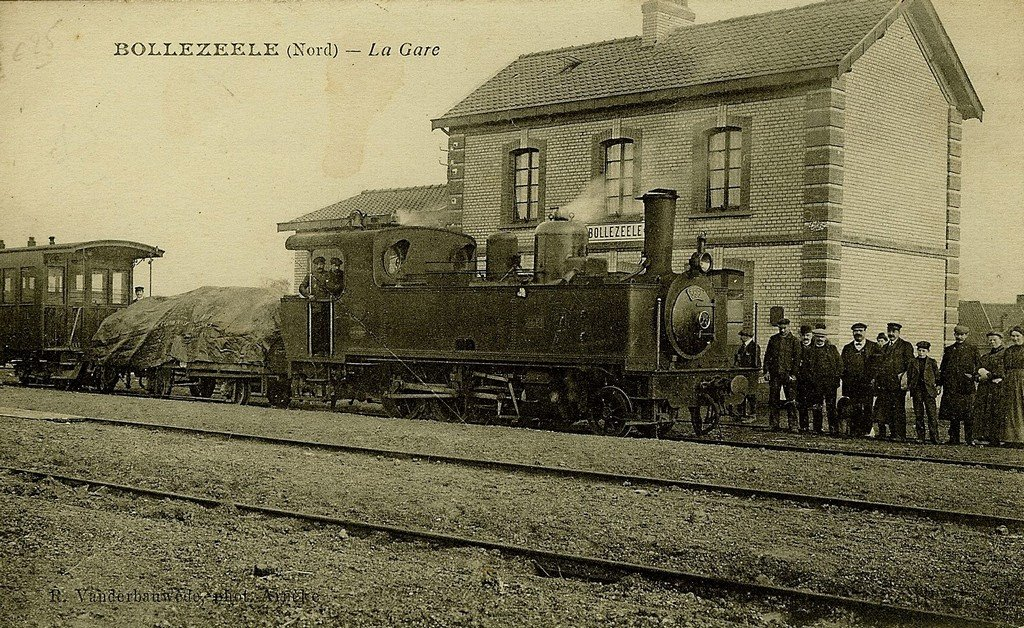
Une locomotive en gare de Bollezeele.

L'ANF 1Ct ou 130T est un modèle de locomotive à vapeur construit par les Ateliers de construction du Nord de la France (ANF) de Blanc-Misseron pour la Société générale des chemins de fer économiques (SE).

## Histoire
Les six machines sont livrées en 1909, elles vont être affectées aux lignes Herzeele - Saint-Momelin et Bergues - Bollezeele du Réseau du Nord de la SE,[réf. nécessaire].

## Caractéristiques
Caractéristiques
- Nombre : 6 ;

- Numéros constructeur : 371-376 (La Métallurgique 1661 à 1666) ;
- Numéros : 3661 à 3666 ;

- Type : 1Ct (130T) tender  ;

- Écartement : métrique (1 000 mm) ;
- Poids à vide : 23 tonnes[réf. nécessaire] ;
- Livraison : 1909.